# Trupanea colligata
Trupanea colligata är en tvåvingeart som beskrevs av Munro 1964. Trupanea colligata ingår i släktet Trupanea och familjen borrflugor. Inga underarter finns listade i Catalogue of Life.